# Екополітика
Екологічна політика — це прихильність організації чи уряду до законів, правил та інших механізмів політики, що стосуються екологічних питань. Ці питання, як правило, включають забруднення повітря та води, поводження з відходами, управління екосистемами, підтримання біорізноманіття, захист природних ресурсів, дикої природи та зникаючих видів. Що стосується екологічної політики, слід наголосити на важливості впровадження екологічно орієнтованої політики на глобальному рівні для розв'язання питань глобального потепління та зміни клімату. Політика щодо енергетики та регулювання токсичних речовин, включаючи пестициди та багато видів промислових відходів, є частиною теми екологічної політики. Ця політика може бути навмисно спрямована на спрямування та нагляд за діяльністю людини й тим самим запобігати шкідливому впливу на біофізичне середовище та природні ресурси, а також переконатися, що зміни довкілля не мають шкідливого впливу на людину.

## Визначення
Корисно враховувати, що екологічна політика включає два основні терміни: довкілля та політику. Довкілля належить до фізичних екосистем, але може також враховувати соціальний вимір (якість життя, здоров'я) та економічний вимір (управління ресурсами, біорізноманіття). Політика може бути визначена як «хід дій або принцип, прийнятий або запропонований урядом, партією, бізнесом або особою». Таким чином, екологічна політика фокусується на проблемах, що виникають внаслідок впливу людини на довкілля, яка реагує на людське суспільство, роблячи (негативний) вплив на людські цінності, такі як міцне здоров'я або «чисте і зелене» довкілля.
Екологічні проблеми, які зазвичай стосуються екологічної політики, включають (але не обмежуються ними) забруднення повітря та води, поводження з відходами, управління екосистемами, захист біорізноманіття, охорона природних ресурсів, дикої природи та зникаючих видів, а також збереження цих природних ресурсів для майбутніх поколінь . Відносно недавно екологічна політика також брала участь у повідомленні екологічних питань.

## Обґрунтування
Обґрунтуванням участі уряду в довкіллі є невдача на ринку у формі сил, що не підпадають під контроль однієї людини, включаючи проблему вільного вершника та трагедію громад. Прикладом зовнішнього вигляду є те, коли фабрика виробляє забруднення відходів, які можуть скидатись у річку, зрештою забруднюючи воду. Витрати на таку акцію оплачує суспільство загалом, коли вони повинні очистити воду перед тим, як пити її, і є зовнішньою внаслідок витрат на заводі. Проблема вільного гонщика полягає в тому, що приватні граничні витрати на вжиття заходів щодо захисту довкілля перевищують приватну граничну вигоду, але соціальна гранична вартість менша, ніж соціальна гранична вигода. Трагедія громад є в тому, що, оскільки жодна особа не є власником общин, кожна людина має стимул максимально використовувати спільні ресурси. Без участі уряду, загальнодоступне використання. Прикладами трагедій спільноти є надмірний вилов та надмірний випас.

## Інструменти та проблеми
Інструменти екологічної політики — це інструменти, які використовуються урядами для здійснення своєї екологічної політики. Уряди можуть використовувати ряд різних інструментів. Наприклад, економічні стимули та ринкові інструменти, такі як податки та податкові пільги, торгуючі дозволи та збори, можуть бути дуже ефективними для заохочення дотримання екологічної політики. Корпоративні компанії, які займаються ефективним управлінням довкіллям та прозорі щодо своїх екологічних даних та звітності, виграють від покращення ефективності бізнесу.
Двосторонні угоди між урядом та приватними фірмами та зобов'язання, взяті фірмами незалежно від вимог уряду, є прикладами добровільних природоохоронних заходів. Іншим інструментом є реалізація екологічних програм державних закупівель.
Кілька інструментів іноді поєднуються в політичному поєднанні для розв'язання певної екологічної проблеми. Оскільки екологічні проблеми мають багато аспектів, може бути потрібно декілька інструментів політики для адекватного вирішення кожного з них. Крім того, комбінація різних політик може надати фірмам більшу гнучкість у дотриманні політики та зменшити невизначеність витрат на таке дотримання.
Політика уряду повинна бути ретельно сформульована так, щоб окремі заходи не підривали один одного або не створювали жорстку та неефективну основу. Політика перекриття призводить до зайвих адміністративних витрат, збільшуючи витрати на впровадження. Щоб допомогти урядам реалізувати свої цілі політики, Дирекція з довкілля ОЕСР збирає дані про ефективність та наслідки екологічної політики, що проводиться національними урядами. Вебсайт www.economicinstruments.com, містить базу даних, де детально описується досвід країн щодо їх екологічної політики. Економічна комісія Організації Об'єднаних Націй у Європі, завдяки Оглядам екологічної ефективності ЄЕК ООН, оцінює прогрес, досягнутий країнами-членами в удосконаленні своєї екологічної політики.
Нинішня опора на ринковій основі є суперечливою, проте багато екологів стверджують, що для боротьби зі змінами клімату потрібен більш радикальний, всеохоплюючий підхід, ніж набір конкретних ініціатив. Наприклад, заходи з енергоефективності можуть фактично збільшити споживання енергії за відсутності обмеження на використання викопного палива, оскільки люди можуть їздити на автомобілях з більшою економією. Таким чином, Обрі Меєр закликає до «ринкового ринку» скорочення та конвергенції. Cap and Share і Sky Trust — це пропозиції, засновані на ідеї.
Оцінки впливу на довкілля (ОВНС) проводяться для порівняння впливу різних альтернатив політики. Щобільше, передбачається, що розробники політики приймають раціональні рішення, ґрунтуючись на достоїнствах проєкту. Екклстон та Март стверджують, що хоча розробники політики зазвичай мають доступ до досить точної інформації, політичні та економічні фактори часто призводять до руйнівних екологічних рішень у довгостроковій перспективі.
Теорія прийняття рішень ставить під сумнів цю передумову. Нераціональні рішення приймаються на основі несвідомих упереджень, нелогічних припущень та прагнення уникнути двозначності та невизначеності.
Екклстон визначає та описує чотири найважливіші проблеми екологічної політики, з якими стикається людство: дефіцит води, дефіцит продовольства, зміна клімату та парадокс населення.

## Дослідницька та інноваційна політика
Синергічною для екологічної політики є екологічна науково-дослідна та інноваційна політика. Прикладом може слугувати європейська науково-дослідна та інноваційна політика, яка спрямована на визначення та реалізацію перетворюючої програми для екологізації економіки та суспільства в цілому для досягнення справді сталого розвитку. Європа є особливо активною у цій галузі за допомогою набору стратегій, дій та програм сприяння більшій та кращій науковій діяльності та інновацій для побудови ресурсоефективного, кліматично стійкого суспільства та процвітаючої економіки в синхронності з природним середовищем. Дослідження та інновації в Європі фінансово підтримуються програмою «Горизонт 2020», яка також відкрита для участі у всьому світі.

## Історія
Хоча Закон про чисте повітря 1956 року у відповідь на Великий смог Лондона 1952 р. Був історичним кроком вперед, а Закон про контроль забруднення повітря 1955 р. Був першим федеральним законодавством США, яке стосувалося забруднення повітря, 1960-ті роки поклали початок сучасній екологічній політиці. Етап був створений для змін публікацією бестселера «Рейчел Карсон» «Нью-Йорк Таймс» в 1962 році «Безмовна весна» та посилила екологічний рух. Засновник Дня Землі Гейлорд Нельсон, тодішній американський сенатор з Вісконсину, після того, як став свідком розгромів масового розливу нафти 1969 року в Санта-Барбарі, штат Каліфорнія, прославився своєю природоохоронною роботою. 2 грудня 1970 р. Сенат підтвердив адміністратора Рукльгауза, що є традиційною датою, яка використовується як народження Агенція охорони довкілля США (EPA). П'ятьма місяцями раніше, у липні 1970 року, президент Ніксон підписав План реорганізації № 3, який закликав створити EPA. На той час екологічна політика була двосторонньою проблемою, а зусилля Сполучених Штатів Америки допомогли розпалити країни у всьому світі у створенні екологічної політики. У цей період було прийнято законодавство щодо регулювання забруднюючих речовин, які потрапляють у повітря, водограй та утилізацію твердих відходів. Президент Ніксон у 1970 році підписав Закон про чисте повітря, який визначив США одним зі світових лідерів з охорони довкілля. Першим у світі міністром з охорони довкілля був британський політик Пітер Вокер з Консервативної партії в 1970 році. Німецький «Бензінблігесец» скоротив «Тетраетілеад» з 1972 року.
У Європейському Союзі найпершу Програму екологічних дій було прийнято представниками національного уряду в липні 1973 року під час першого засідання Ради міністрів з охорони довкілля. З цього часу розвивається все більш щільна мережа законодавства, яка зараз поширюється на всі сфери охорони довкілля, включаючи контроль забруднення повітря, захист води та політику відходів, а також охорону природи та контроль хімічних, біотехнологічних та інших промислових ризиків. Таким чином, екологічна політика ЄС стала основним напрямком європейської політики. Німецький Umweltbundesamt був заснований у Берліні 1974 року.
Загалом організації все більше усвідомлюють свої екологічні ризики та вимоги до ефективності. Відповідно до стандарту ISO 14001 вони розробляють екологічну політику, придатну для їхньої організації. Ця заява окреслює екологічні результати діяльності організації, а також її екологічні цілі. Написані вищим керівництвом організації, вони документують зобов'язання щодо постійного вдосконалення та дотримання законних та інших вимог, таких як цілі екологічної політики, встановлені їхніми урядами.

## Інтеграція екологічної політики
Концепція інтеграції екологічної політики (ЕПІ) стосується процесу інтеграції екологічних цілей у сфери неекологічної політики, такі як енергетика, сільське господарство та транспорт, а не залишає їх для здійснення виключно за допомогою чисто екологічних практик політики. Це часто є особливо складним через необхідність узгодження глобальних цілей та міжнародних норм із внутрішніми потребами та законами. ІПР широко визнається одним із ключових елементів сталого розвитку. Нещодавно поняття «інтеграція кліматичної політики», яке також позначається як «мейнстрім», застосовувалося для позначення інтеграції міркувань щодо клімату (як пом'якшення, так і адаптації) у звичайну (часто економічно орієнтовану) діяльність уряду.

## Дослідження екологічної політики
Зважаючи на зростаючу потребу у кваліфікованих практиках з охорони довкілля, аспірантури в усьому світі пропонують спеціалізовані професійні ступені з вивчення екологічної політики. Хоча не існує стандартної навчальної програми, студенти зазвичай проходять заняття з аналізу політики, екологічних наук, екологічного права та політики, екології, енергетики та управління природними ресурсами. Випускники цих програм працюють урядами, міжнародними організаціями, приватним сектором, аналітичними центрами, університетами тощо.
Через відсутність стандартної номенклатури, установи використовують різні позначення для позначення наукових ступенів, які вони присуджують. Однак ступеня, як правило, належать до однієї з чотирьох широких категорій: магістр мистецтв, магістр наук, магістр державного управління та доктор наук з екологічної політики. Іноді для відбиття уваги академічної програми використовують більш конкретні назви. Наприклад, Інститут міжнародних досліджень Міддлбері в Монтерей нагороджує майстра мистецтв міжнародної екологічної політики (MAIEP), щоб підкреслити міжнародну спрямованість навчальної програми.